# Нижнє Кальтяєво
Нижнє Калтя́єво (рос. Нижнее Калтяево, башк. Түбәнге Кәлтәй) — присілок у складі Татишлинського району Башкортостану, Росія. Входить до складу Кальтяєвської сільської ради.
Населення — 41 особа (2010; 48 у 2002).
Національний склад:
- башкири — 77 %

Стара назва — Нижньокальтяєво.